# Katholieke Kerk in Albanië

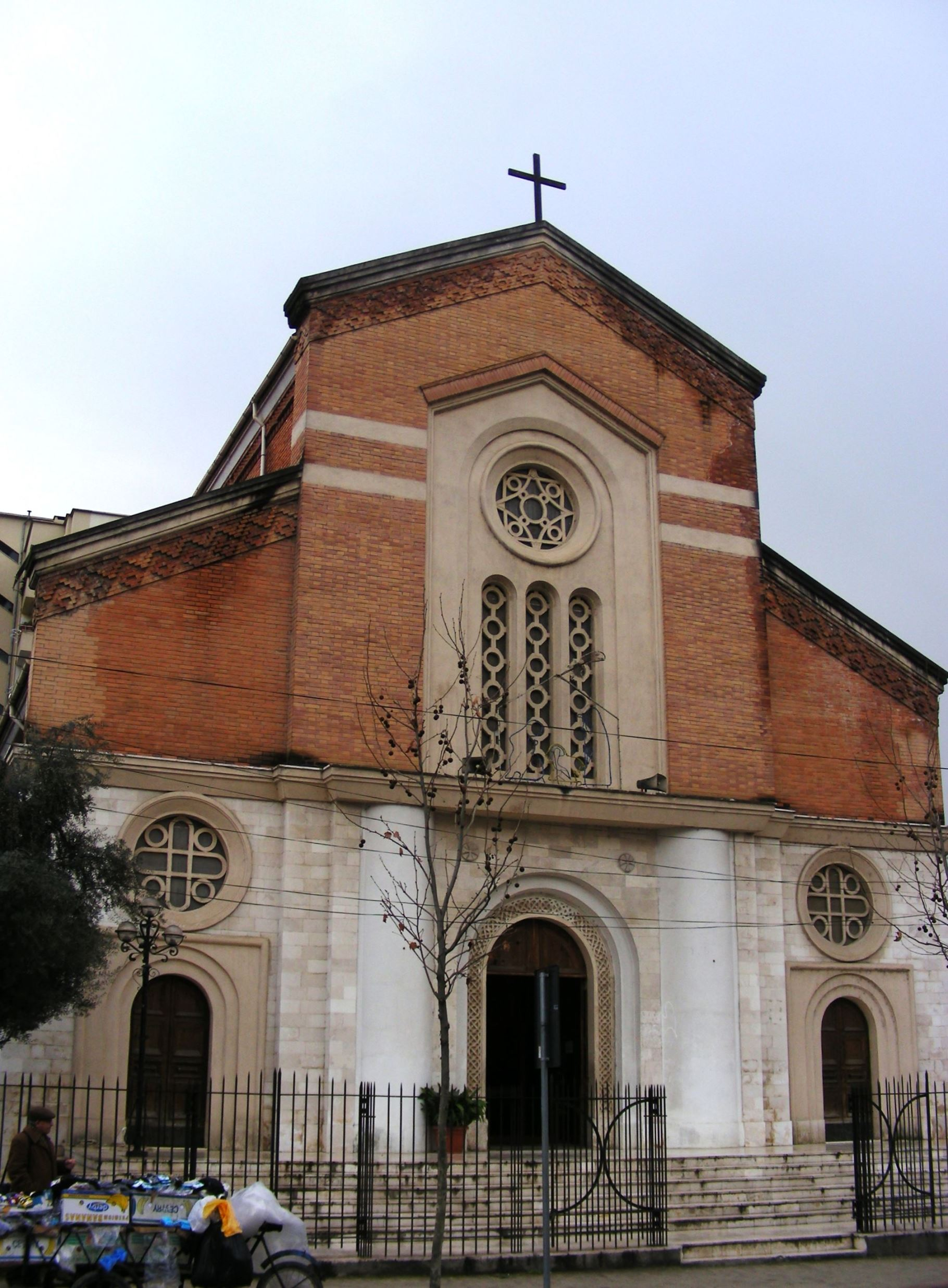
Heilige Hartkerk, Tirana

De Katholieke Kerk in Albanië maakt deel uit van de wereldwijde Katholieke Kerk, onder het leiderschap van de paus en de Curie.
Naar schatting is 10% van de bevolking van Albanië is katholiek. Katholieken zijn vooral aan te treffen onder de Gegen (Ghegen).
Het apostolisch nuntiusschap voor Albanië is sinds 21 januari 2025 vacant.

## Geschiedenis
In 1967 werd Albanië officieel tot atheïstische staat uitgeroepen, en tot 1990 waren alle kerken gesloten. Alle kerken in het land werden gesloopt of ingericht voor andere doeleinden.  Gelovigen werden tijdens het regime van Enver Hoxha zwaar vervolgd en priesters werden gedwongen de uitoefening van hun ambt op te geven. In 1973 werd een priester terechtgesteld, officieel wegens spionage maar volgens het Vaticaan wegens het dopen van een kind in het geheim.

## Demografie

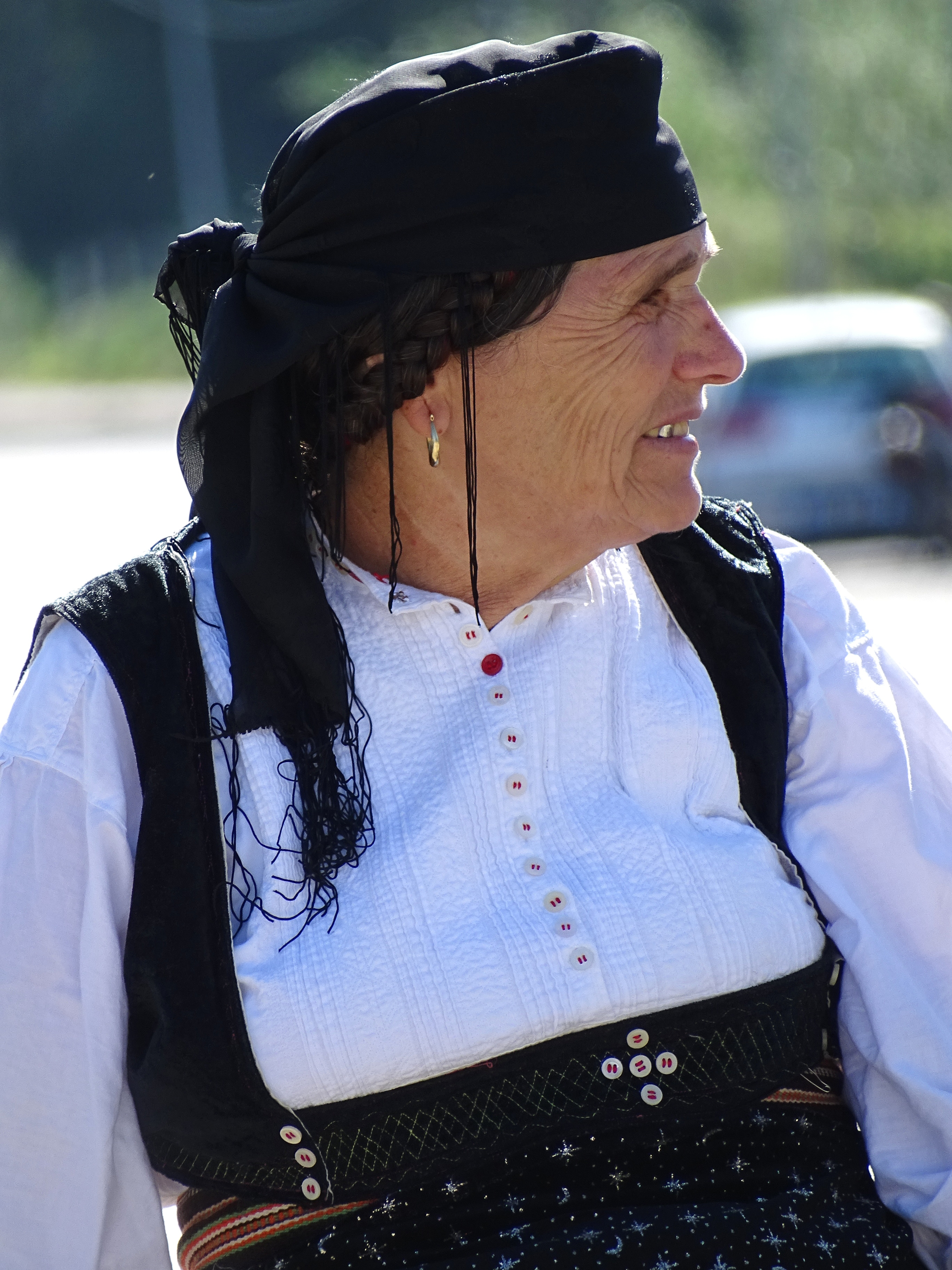
Een oudere katholieke vrouw in Shkodër

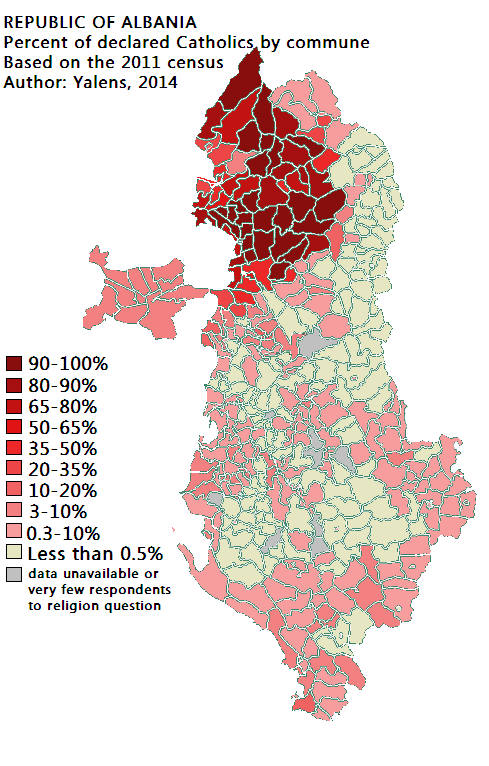
Verspreiding van de katholieken in Albanië

Volgens de volkstelling van 2011 vormen katholieken zo'n 10,03 procent van de bevolking. Zij wonen vooral in het noorden van Albanië. In prefectuur Lezhë vormen katholieken zelfs zo'n 72,38 procent van de totale bevolking en in prefectuur Shkodër vormen ze net geen meerderheid (47,19 procent van de bevolking).
| Prefectuur       | Bevolking (2011) | Aantal katholieken | %      |
| ---------------- | ---------------- | ------------------ | ------ |
| Shkodër          | 215.347          | 101.617            | 47,19% |
| Lezhë            | 134.027          | 97.014             | 72,38% |
| Tirana           | 749.365          | 39.745             | 5,30%  |
| Durrës           | 262.785          | 19.322             | 7,35%  |
| Fier             | 310.331          | 6.149              | 1,98%  |
| Vlorë            | 175.640          | 3.369              | 1,92%  |
| Elbasan          | 295.827          | 3.054              | 1,03%  |
| Dibër            | 137.047          | 2.799              | 2,04%  |
| Korçë            | 220.357          | 2.492              | 1,13%  |
| Kukës            | 85.292           | 2.236              | 2,62%  |
| Berat            | 141.944          | 1.631              | 1,15%  |
| Gjirokastër      | 72.176           | 1.493              | 2,07%  |
| Albanië (totaal) | 2.800.138        | 280.921            | 10,03% |

Sinds de val van het communisme hebben duizenden Albanezen het land Albanië verlaten om een beter leven op te bouwen in Italië, Griekenland en West-Europa. Van de 800.000 Albanezen in Italië is zo'n 27,7 procent katholiek. Van de Albanezen in Kroatië is zelfs zo'n 40,6 procent katholiek.

## Bestuurlijke indeling
1. Kerkprovincie Shkodër-Pult:
  1. Aartsbisdom Shkodër-Pult
  2. Bisdom Lezhë
  3. Bisdom Sapë
2. Kerkprovincie Tirana-Durrës:
  1. Aartsbisdom Tirana-Durrës
  2. Bisdom Rrëshen

## Bekende Albanese katholieke personen
Moeder Teresa was een bekende katholieke zuster van Albanese komaf (echter wel behorend tot de Albanese minderheid van Macedonië). 
- Moeder Teresa, zuster
- Edi Rama, premier
- Bernardin Shllaku, geestelijke
- Zef Simoni, geestelijke
- Ernest Simoni, kardinaal